# 普龍斯克區

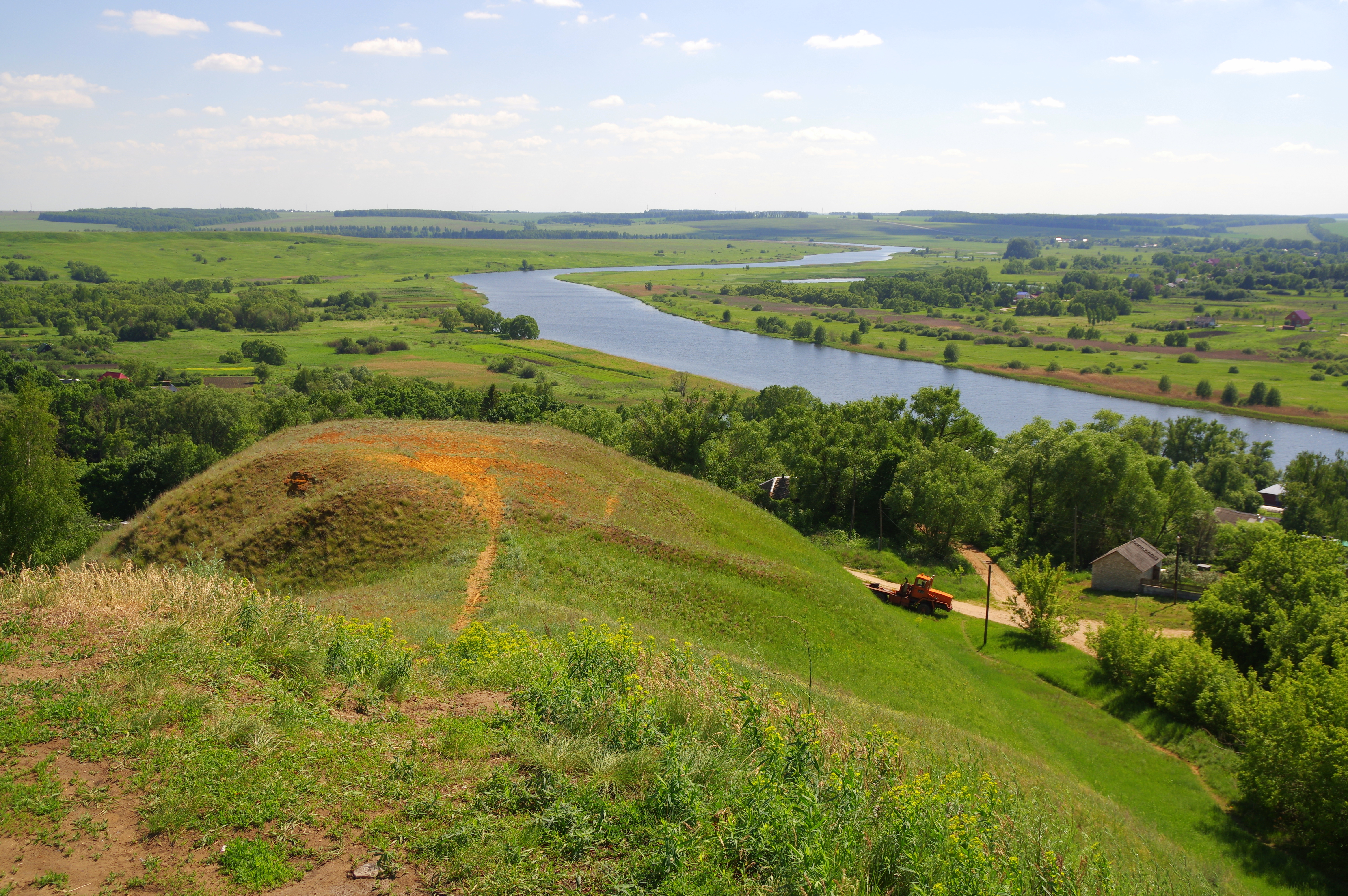

54°07′02″N 39°36′48″E / 54.11722°N 39.61333°E
普龍斯克區（俄语：Пронский район），是俄羅斯的一個區，位於該國西部，由梁贊州負責管轄，面積約1,070平方公里，2010年該地區人口31,393，人口密度每平方公里29.34人。